# 拉比沙岩
62°25′33.5″S 59°56′22″W / 62.425972°S 59.93944°W
拉比沙岩（Rabisha Rocks），是南極洲的岩石，位於南設得蘭群島的格林尼治島北岸，處於沃盧亞克岩東北面1.5公里、卡比萊島以北1.3公里和翁格利島以西1.8公里，現時由南極條約體系管理。